# El Kef
El Kef sau Al Kaf (în arabă الكاف ) este un oraș în Tunisia. Este reședinta guvernoratului Kef.